# Yangmaogong (köpinghuvudort i Kina, Xinjiang Uygur Zizhiqu, lat 44,16, long 87,59)
Yangmaogong är en köpinghuvudort i Kina. Den ligger i den autonoma regionen Xinjiang, i den nordvästra delen av landet, omkring 40 kilometer norr om regionhuvudstaden Ürümqi. Antalet invånare är 16 003. Befolkningen består av 7 348 kvinnor och 8 655 män. Barn under 15 år utgör 17,0 %, vuxna 15-64 år 71 %, och äldre över 65 år 10,0 %.
Runt Yangmaogong är det ganska tätbefolkat, med 56 invånare per kvadratkilometer. Närmaste större samhälle är Wujiaqu, 4,2 km väster om Yangmaogong. Trakten runt Yangmaogong består i huvudsak av gräsmarker.
Genomsnittlig årsnederbörd är 197 millimeter. Den regnigaste månaden är november, med i genomsnitt 27 mm nederbörd, och den torraste är januari, med 6 mm nederbörd.